# U de la Corona Boreal
U de la Corona Boreal (U Coronae Borealis) és un estel variable en la constel·lació de la Corona Boreal la lluentor de la qual varia entre magnitud aparent +7,66 i +8,79. Es troba a una distància aproximada de 1100 anys llum del Sistema Solar.
U Coronae Borealis és un estel binari proper (del tipus SD, binària semidespresa), on les dues components es troben prou a prop com perquè existeixi transferència de massa entre elles. El més lluent d'ells és un estel blanc-blavós de tipus espectral B6V amb una temperatura efectiva de 15.311 K. És també la component més massiva amb una massa de 4,7 masses solars i una lluminositat 331 vegades major que la lluminositat solar. El seu acompanyant és un estel gegant o subgegant groc de tipus G0III-IV i 5.808 K de temperatura. 25 vegades més lluminós que el Sol, té una massa de 2,60 masses solars. El diàmetre d'aquest últim —gairebé 5 vegades major que el del Sol— és gairebé el doble que el de son company.
Així mateix, U Coronae Borealis és una binari eclipsant que mostra dos eclipsis desiguals, amb caigudes de lluentor de 1,13 i 0,06 magnituds. L'eclipsi principal té lloc quan l'estel groc, de major grandària però menor lluminositat, passa per davant de l'estel blanc-blavós. El període orbital del sistema és de 3,4522 dies.
Molt a prop, en el mateix camp visual, es troba el també estel variable AX Coronae Borealis, un astre de tipus BY Draconis descobert l'any 2006 des d'Espanya.